# Corethrella edwardsi
Corethrella edwardsi är en tvåvingeart som beskrevs av Lane 1942. Corethrella edwardsi ingår i släktet Corethrella och familjen Corethrellidae. Inga underarter finns listade i Catalogue of Life.